# Rifugio Luigi Brioschi
Il rifugio Luigi Brioschi è un rifugio situato nel comune di Pasturo, in provincia di Lecco a 2.410 m sulla vetta della Grigna Settentrionale, nelle Prealpi lombarde.

## Storia
Il rifugio, di proprietà del CAI di Milano, fu inaugurato il 10 ottobre 1895 con il nome di Capanna Grigna Vetta su progetto dell'ingegner Giannino Ferrini. Fu, sul versante italiano delle Alpi, la seconda capanna aperta in vetta dopo la Capanna-osservatorio Regina Margherita iniziata nel 1890 dal Club Alpino Italiano di Torino sulla punta Gnifetti del Monte Rosa a quota 4 550 m. Nel 1926, a seguito di un ampliamento finanziato in gran parte da Luigi Brioschi, cambiò nome in rifugio Luigi Brioschi. Nel 1944, durante la Seconda guerra mondiale, venne incendiato e distrutto e ricostruito nel 1948.
Il 9 settembre 1950 fu eretta una croce da parte della sezione FALC di Balsamo.

## Caratteristiche e informazioni
Il rifugio dispone di 36 posti letto ed ha un locale invernale annesso. Per chi volesse salire in due riprese quando il rifugio è chiuso, può utilizzare il bivacco Riva-Girani, situato presso le baite Comolli lungo la via invernale.

## Accessi

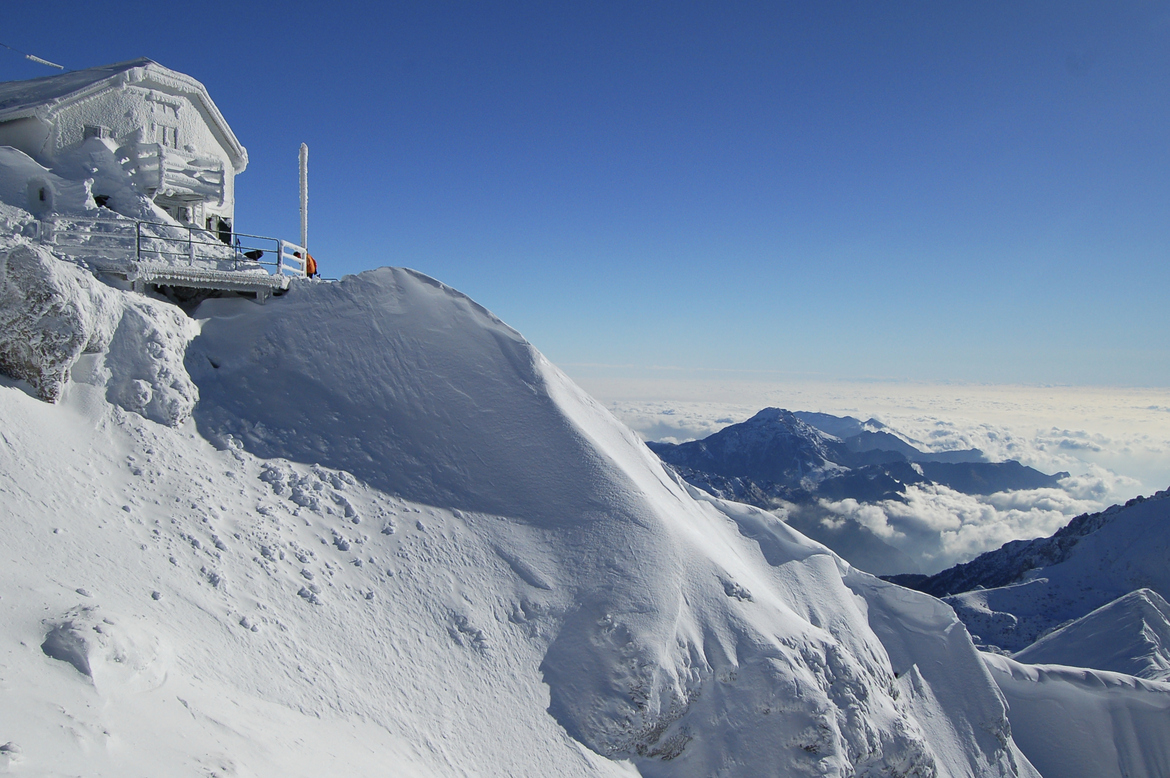
Il rifugio Brioschi completamente imbiancato dalla neve.

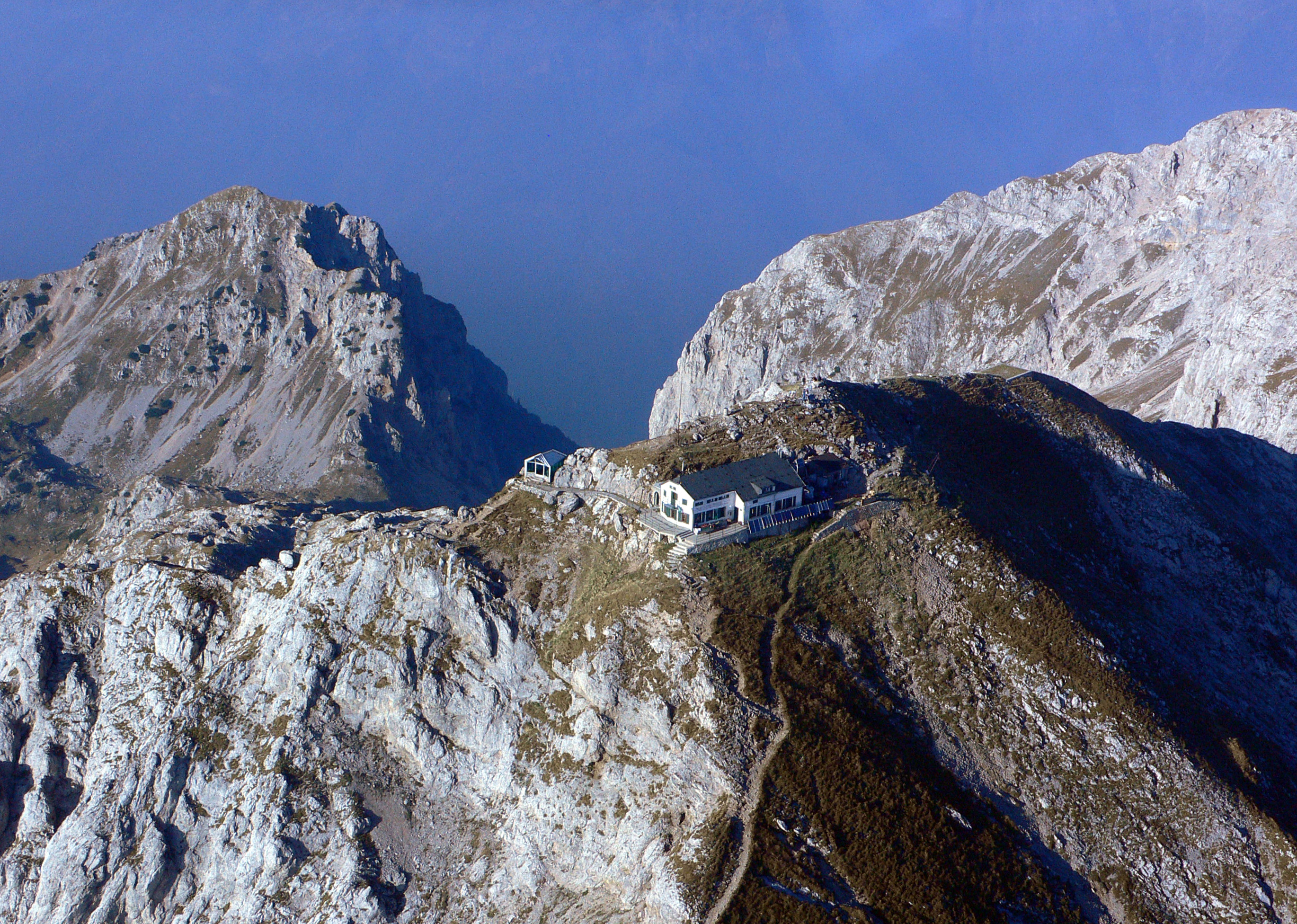
Il rifugio Brioschi in estate.

Sono numerose le vie di accesso al rifugio e quelle percorribili variano a seconda della stagione. In inverno con buone condizioni di innevamento, si sale dal versante sud partendo dal colle di Balisio lungo il sentiero 31+33, passando per il rifugio Pialeral, il bivacco Riva-Girani presso le baite Comolli per poi affrontare il cosiddetto "Muro del Pianto", un dislivello di 600m che sale in verticale fino a raggiungere la cresta. Una volta in cima, seguendo fedelmente le paline, si arriva al rifugio in venti minuti circa.
D'estate ci sono due alternative: sempre dal versante sud c'è il classico sentiero estivo che parte poco sotto le baite Comolli e giunge alla bocchetta della bassa dove sorge il bivacco Merlini, da lì in poi è sufficiente seguire la traccia ben marcata per giungere in vetta.
Dal versante nord invece si percorre la "via della Ganda", lungo il sentiero numero 25 che parte dal Cainallo e passa dal rifugio Bogani; anche d'inverno è possibile percorrere questo sentiero ma occorre informarsi bene sulle condizioni della neve e fare molta attenzione alle doline disseminate lungo il percorso. L'accesso dal sentiero 25 è relativamente agevole, eccezion fatta per gli ultimi 100 m di dislivello in cui sono presenti catene a superare alcuni tratti ripidi.

## Traversate
Esistono molte traversate che possono essere fatte con base di partenza il rifugio Brioschi; la più famosa è la Traversata Alta che permette di raggiungere la vetta della Grigna Meridionale passando per un avvallamento chiamato Buco di Grigna, per poi rimontare sul versante sud della Grignetta.

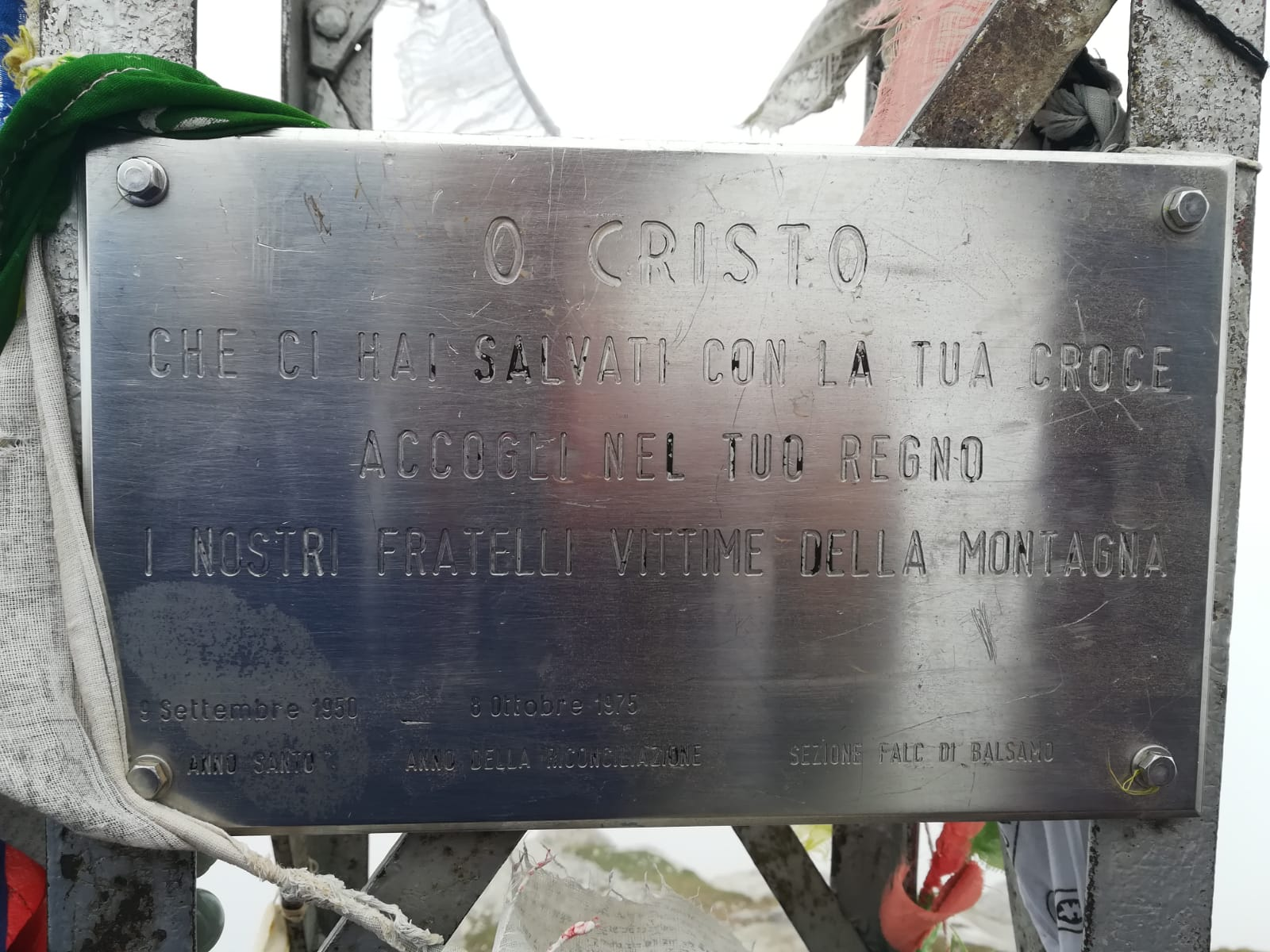
Targa della croce sulla vetta della Grigna Settentrionale